# Созвездие Гагарина
«Созвездие Гагарина» — музыкально-вокальный цикл, созданный в 1968—1971 годах Александрой Пахмутовой и Николаем Добронравовым, выпущенный отдельной пластинкой фирмой «Мелодия» в  1971 году (в исполнении Юрия Гуляева).
Цикл стал лирическим откликом известного творческого и семейного дуэта на гибель Юрия Гагарина, которого они знали лично и чью гибель остро переживали. Особую популярность приобрела песня «Знаете, каким он парнем был».

## История
Александра Пахмутова в предисловии на обороте конверта первого полного издания цикла (Мелодия, 1971) пишет:

Может быть, когда-нибудь люди назовут его светлым именем новые звёзды, и не в поэтическом воображении, а наяву засияет над нашей Землёй созвездие Гагарина. О нём будут написаны книги и сложены легенды. А эти первые песни пусть будут воспоминанием о нём и благодарностью судьбе за то, что она познакомила нас с этим солнечным человеком.

Там же она отмечает, что тематически цикл продолжает «лётную» тему, начатую в 1965—1966 годах композициями «Обнимая небо», «Мы учим летать самолёты» и «Нежность».

## Критика
Композитор Д . Б . Кабалевский назвал цикл вершиной творчества Пахмутовой — и по глубине, и по масштабности замысла, и по художественному уровню. Далее он пишет: «„Созвездие Гагарина“ не просто музыка и стихи — это памятник! Да, первый и до сих пор единственный музыкальный памятник прославленному герою».
«Созвездием» (путём к звёздной славе) оказался этот цикл для первого исполнителя песен Юрия Гуляева, а песня «Знаете, каким он парнем был» стала визитной карточкой певца.
В 1971 году Пахмутова и Добронравов написали песню «Созвездье Гагарина» (название через мягкий знак). Эту песню также позднее включили в цикл «Созвездие Гагарина», изменив заодно порядок песен. Как пишет один советский критик в 1985 году:

Обрамляют цикл песни «Запевала звёздных дорог» (№ 1) и «Созвездье Гагарина» (№ 5). Оба сочинения воплощают волевые качества героев Космоса. Песням придан энергичный маршевый характер, им свойственна ясная, «рубленая» кладка формы, чёткая определённость интонаций — во всём их облике есть нечто по-военному подобранное, подтянутое.

## Список композиций
Первая публикация 1971 года на пластинке:
1. Смоленская дорога
2. Знаете, каким он парнем был
3. Как нас Юра в полёт провожал
4. Запевала звёздных дорог

Концертный вариант 1973 года:
1. Запевала звёздных дорог
2. Смоленская дорога
3. Знаете, каким он парнем был
4. Как нас Юра в полёт провожал
5. Созвездье Гагарина